# Monarchie aux Îles Cook
Pour un article plus général, voir Monarchie néo-zélandaise.
Cette page se comprend mieux après la lecture de Royaume de Nouvelle-Zélande.
Les Îles Cook sont une monarchie constitutionnelle au sein du royaume de Nouvelle-Zélande. En vertu de la Constitution du 4 août 1965, le monarque de Nouvelle-Zélande (actuellement Charles III) est le chef d'État des Îles Cook. Plus précisément, il est le chef d'État de jure, tandis que le représentant du roi aux Îles Cook (actuellement Tom Marsters, depuis le 27 juillet 2013), qui exerce la plupart de ses pouvoirs constitutionnels, est parfois considéré comme le chef d'État de facto.
La monarchie aux Îles Cook n'est donc pas une institution distinctement cookienne. Les Îles Cook sont un État autonome mais en libre association avec la Nouvelle-Zélande, et la monarchie néo-zélandaise est unitaire dans toutes les juridictions du royaume de Nouvelle-Zélande.

## Aspects constitutionnels

### Règne d'ÉlisabethII
La reine Élisabeth II devient le chef d'État des Îles Cook en 1965, lorsque le pays obtient un statut de libre association avec la Nouvelle-Zélande.
L'article 2 de la Constitution du 4 août 1965 énonce que « Sa Majesté la Reine du chef de Nouvelle-Zélande est le chef d'État des Îles Cook ». L'expression « du chef de Nouvelle-Zélande » fait directement référence au concept constitutionnel du royaume de Nouvelle-Zélande tel que décrit par les lettres patentes de 1983 établissant la fonction de gouverneur général de Nouvelle-Zélande, approuvées par les Îles Cook après consultation de la Nouvelle-Zélande. Dans l'article 1 de ces lettres patentes, le royaume de Nouvelle-Zélande est défini comme comprenant la Nouvelle-Zélande, l'État autonome des Îles Cook, l'État autonome de Niue, les Tokelau et la dépendance de Ross en Antarctique,.
Aussi, la reine Élisabeth II, en sa qualité de chef d'État de l'ensemble du royaume de Nouvelle-Zélande, est également chef d'État de la partie du royaume désignée dans les lettres patentes comme « l'État autonome des Îles Cook ». Le titre officiel de la reine est : « Élisabeth Deux, par la grâce de Dieu, reine de Nouvelle-Zélande et de ses autres royaumes et territoires, chef du Commonwealth, défenseur de la foi » (la Nouvelle-Zélande devant s'entendre comme étant le royaume de Nouvelle-Zélande).
La déclaration conjointe du centenaire de la Nouvelle-Zélande et des Îles Cook stipule que « Sa Majesté la reine, en tant que chef d'État des Îles Cook, est conseillée exclusivement par ses ministres des Îles Cook pour les questions relatives aux Îles Cook […] Pour toutes les questions touchant le royaume de Nouvelle-Zélande, dont les Îles Cook et la Nouvelle-Zélande font partie, les signataires se consulteront étroitement ».

### Succession au trône
L'ordre de succession au trône des Îles Cook est identique à l'ordre de succession au trône de Nouvelle-Zélande, et par conséquent à celui du Royaume-Uni. Il est régi par l'Acte de succession à la Couronne de 2013. Ainsi, à la mort de la reine Élisabeth II, son fils aîné, Charles, devient automatiquement roi sous le nom de Charles III. L'héritier apparent est le fils aîné du monarque, le prince William, prince de Galles.

### Sanction royale
La sanction royale est requise pour toutes les lois votées au Parlement ; elle est généralement accordée par le représentant du roi.

## Représentant du roi aux Îles Cook

Drapeau personnel du représentant du roi, comprenant une couronne au centre de l'anneau d'étoiles.

Les pouvoirs constitutionnels du monarque aux Îles Cook sont presque entièrement délégués au représentant du roi (précédemment appelé « représentant de la reine », appellation figurant dans les textes officiels portant création de cette fonction).
Dans le royaume de Nouvelle-Zélande, les lettres patentes établissant la fonction de gouverneur général de Nouvelle-Zélande prévoient que ce dernier est « le représentant de la reine dans le royaume de Nouvelle-Zélande ». Cependant, les dispositions relatives à l'État autonome des Îles Cook au sein du royaume de Nouvelle-Zélande permettent au souverain d'être représenté en tant que chef d'État dans les Îles Cook par un représentant direct. À l'origine, le représentant de la reine était un haut-commissaire, nommé par le gouverneur général de Nouvelle-Zélande sur recommandation du ministre néo-zélandais chargé des questions relatives aux Îles Cook après consultation du Premier ministre des Îles Cook. Mais en 1981, la Constitution est modifiée de manière que les mots « représentant de la reine » soient substitués au terme de « haut-commissaire » et que les mots « Premier ministre » remplacent le terme « Premier ». En outre, l'amendement constitutionnel prévoit que le représentant du monarque soit nommé directement par lui, et non plus par le gouverneur général de Nouvelle-Zélande.
L'article 5 de la Constitution précise ainsi que le représentant du monarque doit agir sur les conseils des ministres des Îles Cook : « Le représentant de la reine […] agit sur l'avis du Cabinet, du Premier ministre ou du ministre compétent, selon le cas ». Tous les pouvoirs et responsabilités du monarque dans les Îles Cook sont dévolus à ce représentant, ce qui ne laisse au gouverneur général de Nouvelle-Zélande aucun rôle substantiel en ce qui concerne le territoire.

## Symboles de la monarchie

Élisabeth II sur une pièce de monnaie commémorative des Îles Cook (2009).

Les références à la monarchie sont omniprésentes dans la vie publique aux Îles Cook. Les documents juridiques sont établis au nom de la Couronne et le représentant du roi, les membres du Parlement et les juges de la Haute Cour doivent réciter un serment d'allégeance au monarque, lors de leur entrée en fonction. L'anniversaire officiel du roi, célébré le premier lundi du mois de juin, est un jour férié aux Îles Cook.
Le portrait d'Élisabeth II continue de figurer sur l'avers de toutes les pièces de monnaie en dollar des Îles Cook. Les Îles Cook utilisent aussi le dollar néo-zélandais, dont tous les billets de banque comportent le portrait de la reine en filigrane. Cependant, seul le billet de 20 dollars porte son effigie comme élément principal,. En outre, plusieurs membres de la famille royale ont été représentés sur des timbres émis par les Îles Cook. 
Durant son règne, la reine Élisabeth II a effectué une seule visite aux Îles Cook, les 28 et 29 janvier 1974.